# Mairetis
Mairetis es un género de plantas con flores perteneciente a la familia Boraginaceae. Su única especie: Mairetis microsperma, es originaria de Canarias y Norte de África.

## Descripción
Mairetis micorsperma es una especie nativa, presente en Canarias y también en el norte de África. Suele formar parte de pastizales terofíticos efímeros, como los que se desarrollan sobre los jables de las islas orientales. Se conoce como "alacranillo azul".

## Taxonomía
Mairetis microsperma fue descrita por (Boiss.) I.M.Johnst. y publicado en Journal of the Arnold Arboretum 34: 2, 4. 1953.
Etimología
Mairetis: nombre genérico dedicado a Ernst Maire (1878-1949), botánico francés.
microsperma: epíteto latino que resulta de la combinación de mikros y sperma, haciendo referencia al "pequeño tamaño de las semillas" de esta planta.